# Synagoga w Żerkowie
Synagoga w Żerkowie – nieistniejąca synagoga znajdująca się dawniej w mieście Żerków, w województwie wielkopolskim.
Została wybudowana w latach osiemdziesiątych XIX wieku, jako trzecia z kolei. Na początku lat czterdziestych XX wieku została rozebrana przez hitlerowców. Cegły z bóżnicy zostały wykorzystane przez nazistów jako materiał budowlany. Obecnie nie istnieje.